# Sexta-Feira 13 (2009)
Friday the 13th (bra/prt: Sexta-Feira 13) é um filme de terror americano de 2009, do subgênero slasher, dirigido por Marcus Nispel e escrito por Mark Swift e Damian Shannon. É um reinício da série Sexta-Feira 13, iniciada em 1980, e é a décima segunda sequência da franquia. Nispel também fora responsável pela direção da refilmagem de 2003 de The Texas Chain Saw Massacre (1974), de Tobe Hooper, enquanto que Shannon e Swift escreveram o roteiro do crossover Freddy vs. Jason (2003). O enredo de Sexta-Feira 13 gira em torno de Clay Miller (Jared Padalecki) que procura por sua irmã desaparecida, Whitney (Amanda Righetti), capturada por Jason Voorhees (Derek Mears) enquanto acampava na floresta de Crystal Lake.
O filme foi originalmente concebido como uma história sobre a origem da personagem, contudo o projeto evoluiu para uma reimaginação dos quatro primeiros filmes da série. O personagem Jason Voorhees foi reformulado como um assassino rápido e magro, com uma história de fundo que permite ao espectador sentir um pouco de simpatia por ele, mas não o suficiente para esquecer sua ameaça. Para dar o tom de homenagem do filme, a máscara de Jason foi recriada a partir de um molde da máscara original usada na Parte 3; embora haja mudanças sutis. Além disso, Sexta-Feira 13 inclui algumas das partituras de Harry Manfredini usadas em filmes anteriores da franquia, uma vez que os produtores reconheceram o nível icônico dessas composições musicais.
A obra foi lançada nos cinemas dos Estados Unidos no dia 13 de fevereiro de 2009, isto é, numa sexta-feira 13. Recebeu críticas predominantemente negativas na época do lançamento e arrecadou aproximadamente 19 milhões de dólares na noite da estreia e 40 milhões de dólares durante o fim de semana de abertura, quando bateu dois recordes: a estreia mais lucrativa da série e o fim de semana de estreia mais rentável de sempre para um filme de terror. Até julho de 2014 era o segundo filme de maior bilheteria da franquia (65 milhões de dólares), com uma arrecadação total de mais de 92 milhões de dólares em todo o mundo.

## Enredo
Em 13 de julho de 1980, o jovem Jason Voorhees (Caleb Guss) vê sua mãe, Pamela (Nana Visitor), ser decapitada por uma monitora do acampamento (Stephanie Rhodes), que estava tentando escapar da onda de assassinatos cometidos pela Sra. Voorhees nos arredores do acampamento Crystal Lake. Quase trinta anos depois, um grupo de amigos — Wade (Jonathan Sadowski), Richie (Ben Feldman), Mike (Nick Mennell), Whitney (Amanda Righetti) e Amanda (America Olivo) — chegam a Crystal Lake e montam acampamento. Eles fazem uma caminhada pela floresta em busca de maconha que crescia em algum lugar. Naquela noite, o agora adulto Jason (Derek Mears) mata todos, exceto Whitney, a quem ele captura por ela se assemelhar à mãe dele quando jovem.
Seis semanas depois, Trent (Travis Van Winkle), sua namorada Jenna (Danielle Panabaker) e os amigos Chelsea (Willa Ford), Bree (Julianna Guill), Chewie (Aaron Yoo), Nolan (Ryan Hansen) e Lawrence (Arlen Escarpeta) chegam à cabana de verão de Trent, na margem de Crystal Lake. Enquanto isso, o irmão de Whitney, Clay Miller (Jared Padalecki), chega ao lago para procurá-la. Ele visita a cabana de Trent e Jenna concorda em ajudá-lo a procurar por Whitney. Enquanto eles fazem a busca, Jason mata Chelsea e Nolan enquanto eles praticam wakeboard no lago. Clay e Jenna vasculham as antigas áreas de acampamento de Crystal Lake, onde acabam vendo Jason arrastando um corpo para dentro da casa de campo abandonada.
Ambos correm para avisar os outros sobre Jason, que chega e desliga a rede elétrica da cabana. O assassino mata Chewie e Lawrence fora da cabana e entra e mata Bree. Trent, Clay e Jenna escapam da cabana, mas Trent é morto ao chegar na estrada principal. Jason persegue Clay e Jenna de volta aos arredores do acampamento, onde Clay descobre o esconderijo de Jason e encontra sua irmã acorrentada a uma parede. Clay liberta Whitney e os três tentam escapar quando Jason chega. Eles encontram uma saída, mas Jenna é morta antes que ela possa escapar. Jason encurrala Clay e Whitney. Ela confunde Jason fingindo ser Pamela, então o apunhala no peito com o próprio facão dele. Clay joga o "cadáver" de Jason no lago, mas antes que ele e Whitney fujam dali, Jason atravessa a doca de madeira e agarra Whitney.

## Elenco
Dados do site Moviefone:
- Jared Padalecki como Clay Miller
- Danielle Panabaker como Jenna
- Amanda Righetti como Whitney Miller
- Travis Van Winkle como Trent
- Derek Mears como Jason Voorhees
- Julianna Guill como Bree
- Aaron Yoo como Chewie
- Ryan Hansen como Nolan
- Arlen Escarpeta como Lawrence
- Willa Ford como Chelsea
- Jonathan Sadowski como Wade
- Ben Feldman como Richie
- Nick Mennell como Mike
- Ameríca Olivo como Amanda
- Kyle Davis como Donnie
- Richard Burgi como Xerife Bracke
- Caleb Guss como jovem Jason Voorhees
- Nana Visitor como Pamela Voorhees

## Produção

### Desenvolvimento

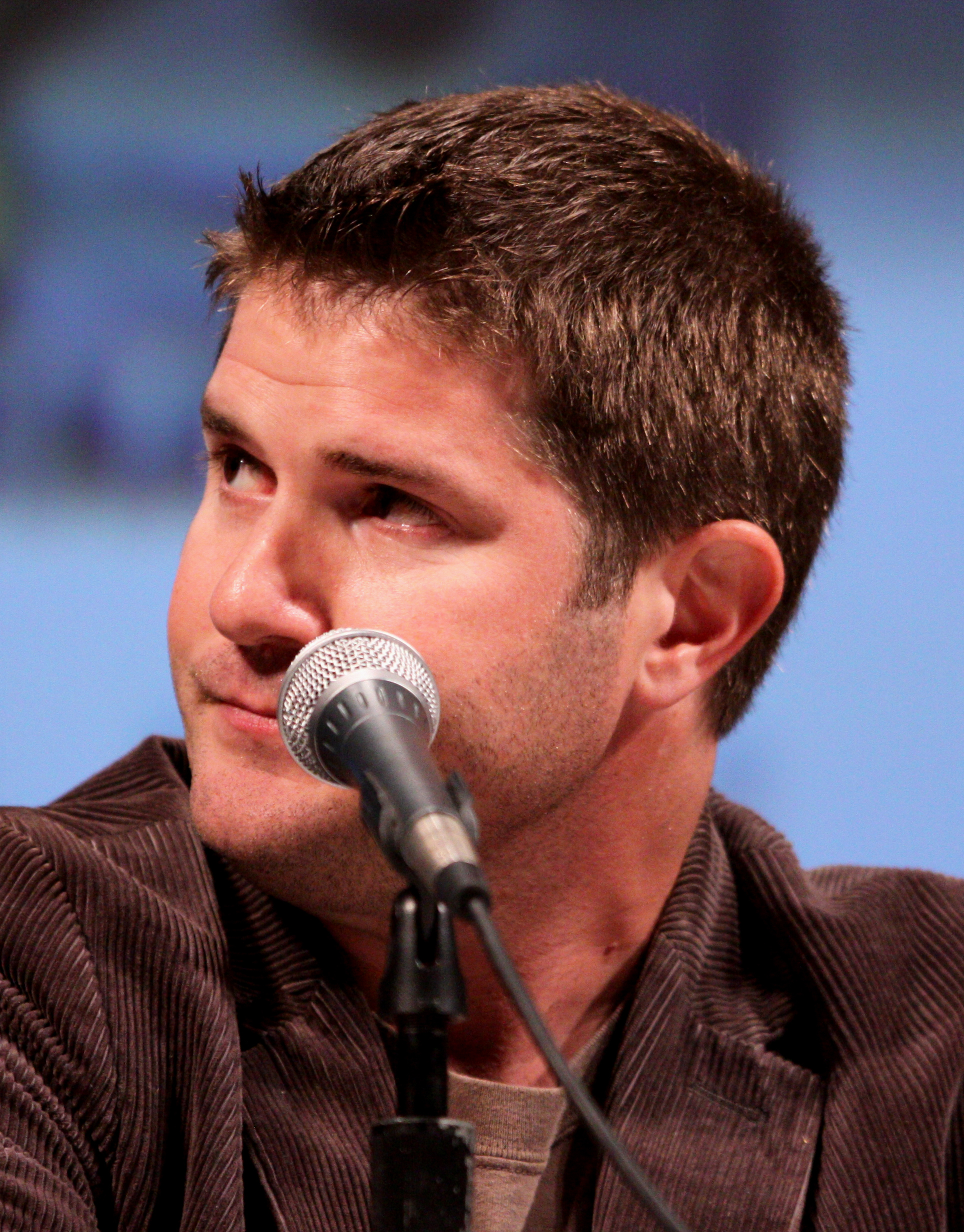
Inicialmente, o diretor Jonathan Liebesman fora abordado para que trabalhasse no filme, contudo tal não se concretizou devido a conflitos de agenda.

Toby Emmerich, presidente e diretor de operações da New Line Cinema, entrou em contato com os produtores da Platinum Dunes, Michael Bay, Brad Fuller e Andrew Form para realizarem a refilmagem de Sexta-Feira 13 da mesma forma que tinham feito com The Texas Chainsaw Massacre. Eles concordaram, mas passou mais de ano para que adquirissem os direitos da Paramount Pictures, da New Line e da Crystal Lake Entertainment — esta última comandada por Sean S. Cunningham, o criador da série Friday the 13th. Os executivos da Paramount deram aos produtores da Platinum Dunes a licença para usarem quaisquer elementos dos filmes originais, inclusive o título. Então, a produtora adquiriu o direito de distribuir o filme internacionalmente, porém foi a New Line que permaneceu com os direitos de comercialização nos Estados Unidos. Fuller e Form disseram que não queriam fazer Sexta-Feira 13 Parte 11 ou 12, e sim retrabalhar a mitologia. Eles gostaram de alguns elementos dos primeiros quatro filmes — como certos pontos do enredo e a maneira como determinados personagens são mortos — e planejaram usá-los em sua refilmagem, o que eles fizeram com a aprovação da Paramount. Fuller disse: "Eu acho que há momentos que queremos abordar, como o aparecimento da máscara de hóquei. No nosso filme vai acontecer de forma diferente [do que foi visto] no terceiro. De onde vem Jason, por que essas mortes acontecem e o que é Crystal Lake?" A princípio, os produtores manifestaram interesse em usar Tommy Jarvis, personagem recorrente que apareceu pela primeira vez em Friday the 13th: The Final Chapter, mas a ideia foi descartada.
Embora os produtores tivessem decidido que Sexta-Feira 13 não seria uma história de origem, eles afirmaram que queriam estabelecer uma origem lógica para que Jason proporcionasse um senso de história à medida que o filme progredisse. Form e Fuller explicaram que o público conseguiria ver como ele conseguiu sua famosa máscara de hóquei, e seria dado um motivo pelo qual ele a colocaria. Jason, inicialmente, usaria um saco na cabeça — semelhante ao visto em Sexta-Feira 13 - Parte 2 — até encontrar e usar sua famosa máscara, enquanto que em Sexta-Feira 13 - Parte 3 o momento em que a máscara é obtida não é visto em cena, visto que ele sai de um celeiro já com ela no rosto.
Ao contrário de The Texas Chainsaw Massacre (2003) e The Amityville Horror (2005) — refilmagens de filmes de terror também produzidas por Bay, Form e Fuller — decidiu-se que Sexta-Feira 13 não seria um filme de época. Form e Fuller disseram que ele não era estritamente uma refilmagem, então não havia razão para que eles não pudessem definir a história nos anos 2000. Em outubro de 2007, Damian Shannon e Mark Swift, os escritores de Freddy vs. Jason, foram contratados para escrever um roteiro para Sexta-Feira 13, ao passo que Jonathan Liebesman estava em negociações para dirigi-lo, mas conflitos de agenda deixaram-no indisponível, o que fez com que Fuller e Form escolhessem Marcus Nispel. Este, contudo, estava apreensivo quanto a aceitar o trabalho, principalmente porque ele estaria assumindo outra franquia de filmes, mas Fuller acabou convencendo-o a dirigir o projeto. As filmagens começaram em 21 de abril de 2008, em Austin, Texas, e terminaram em 13 de junho de 2008.

### Seleção do elenco

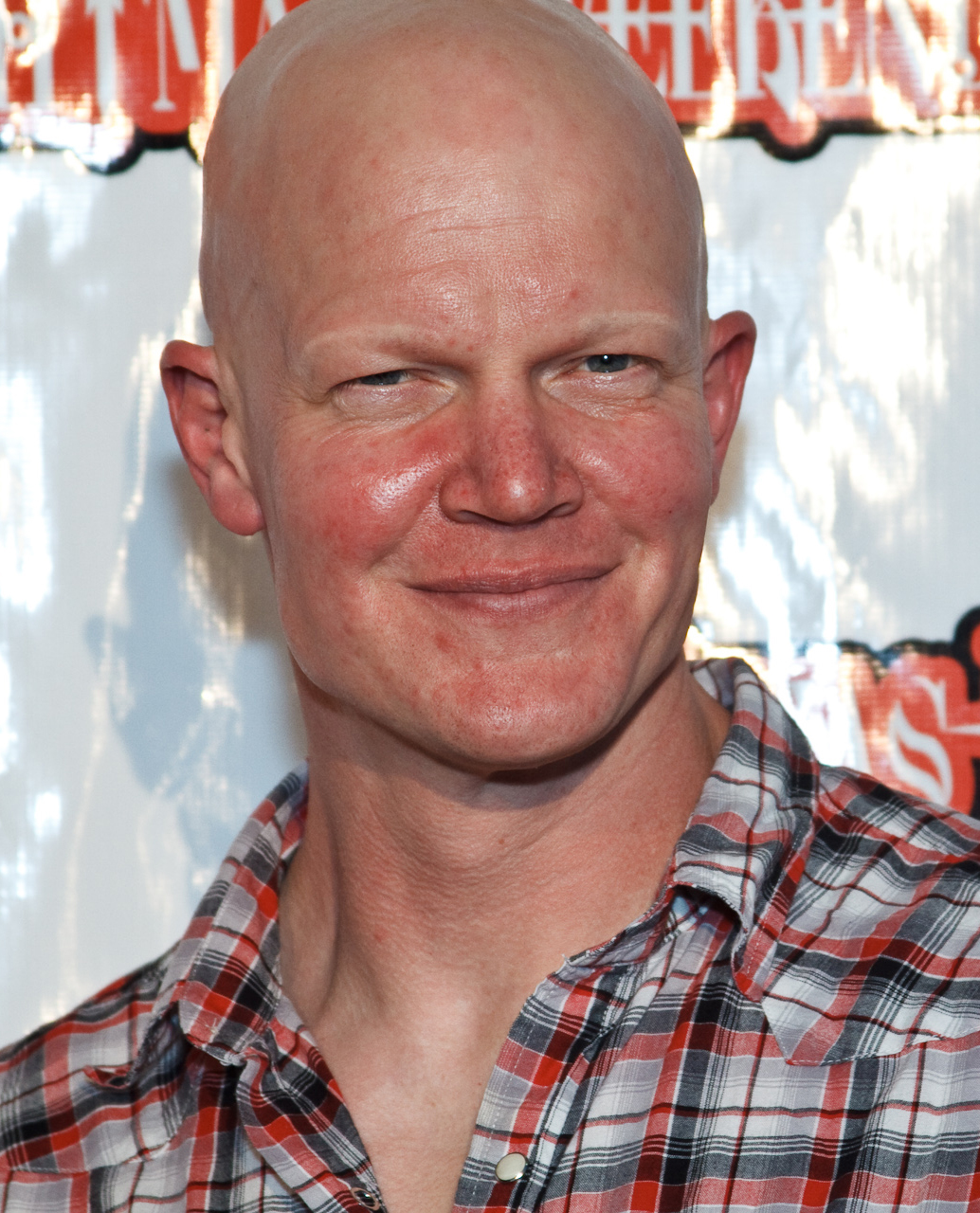
O personagem Jason Voorhees foi interpretado pelo dublê Derek Mears (imagem), contratado por recomendação do supervisor de efeitos especiais de maquiagem do filme.

O dublê Derek Mears foi contratado para interpretar Jason Voorhees por recomendação do supervisor de efeitos especiais de maquiagem Scott Stoddard. Antes que os produtores lhe contatassem, ele já tinha ouvido falar sobre a produção de um novo Sexta-Feira 13 e decidiu começar um treinamento físico para que ele pudesse desempenhar o papel, apesar de que não sabia que Stoddard e outros profissionais da indústria estavam sugerindo-no aos produtores. O estúdio temia que seu comportamento amigável pudesse afetar sua capacidade de interpretar um personagem ameaçador, mas Mears procurou assegurar que ele era adequado para o papel. Em suas palavras, "Eles diziam coisas como 'Tu és muito legal... serás capaz de mudar, certo?' Eu respondia coisas como 'Eu sei lutar... E tenho um monte de problemas com meu pai… Então sim.'". Mears declarou que ele se identificou com "o Jason vítima" em sua adolescência, e que ele o retrataria como uma vítima no filme. Para o dublê, Jason representa pessoas que sofreram bullying no ensino médio — especificamente aquelas com deformidades físicas — por serem rejeitadas. Ele é incomum porque se vinga dos que tentam invadir seu território em Crystal Lake.

"Quando botei a máscara pela primeira vez foi mágico. Eu me senti o Rei Artur com a espada de Excalibur."

— Derek Mears falando da emoção de interpretar Jason.
Ao realizar o teste para o papel, Mears recebeu o seguinte questionamento dos produtores: "Por que precisamos de um ator em vez de apenas um cara com uma máscara?" Mears afirmou que interpretar Jason é semelhante ao trabalho com máscaras gregas, em que a máscara e o ator eram entidades separadas, e, dependendo da cena, haveria várias combinações de máscara e ator na performance. Ele disse que a energia dos pensamentos do ator será captada pela câmera e comparou sua experiência por trás das câmeras a uma corrida de stock car: ele é o piloto e a equipe de efeitos é sua equipe de pit stop. Enquanto ele atua, a equipe de efeitos sugere sutilmente maneiras de dar ao personagem mais vida diante das câmeras.
Amanda Righetti, que queria fazer parte da franquia desde o início, não havia lido o roteiro quando lhe ofereceram o papel de Whitney Miller; porém, após lê-lo, ela aceitou participar imediatamente. Jared Padalecki descreve Clay Miller como um verdadeiro herói, dado que ele decide "fazer a coisa certa" quando sua irmã desaparece, e passa por isso como um "lobo solitário" que quer assumir a responsabilidade sozinho. Ajustes foram feitos no cronograma de filmagem para acomodar Aaron Yoo, que interpreta Chewie. O ator teve seu apêndice removido pouco antes do início das filmagens, e não pôde filmar suas cenas imediatamente. Assim que ele estava pronto para atuar, Nispel instantaneamente o pendurou de cabeça para baixo em algumas vigas, expondo os grampos sobre sua ferida cirúrgica para a cena pós-morte do personagem.
Fuller e Form afirmaram que o processo de seleção do elenco para o filme foi mais difícil do que o para The Texas Chainsaw Massacre, uma vez que treze jovens atores estavam envolvidos em Sexta-Feira 13, ao contrário dos cinco e The Texas Chainsaw Massacre. A dupla reformulava continuamente os papéis a fim de verificar quais atores trabalhavam melhor juntos. Esse processo de reformulação do elenco durou até o último dia de filmagem. Richard Burgi, de Hostel: Part II, que foi escalado como o Xerife Bracke, assinou seu contrato apenas doze horas antes de começar a gravar suas cenas.

### Roteiro
Quando Shannon e Swift começaram a elaborar o roteiro para Sexta-Feira 13, eles impuseram algumas regras baseadas em suas próprias experiências durante a escrita de Freddy vs. Jason. Eles queriam que seus personagens adolescentes "parecessem normais" e afirmaram que não queriam que os personagens soubessem o nome de Jason ou se tornassem o que eles consideravam "o clichê de Scooby-Doo, em que se tem um bando de jovens tentando descobrir alguma coisa". Os escritores também queriam se distanciar de filmes slasher autorreferenciais, como Scream, e dar ao filme uma atmosfera mais sombria, típica dos anos 80, que havia sido perdida em filmes recentes. Eles queriam criar um Jason rápido e ágil, para isso, decidiram criar uma versão de Jason "que estava realmente na floresta sobrevivendo da terra", e cujos assassinatos são apresentados como uma forma de defender seu território ao invés de assassinar aleatoriamente qualquer um que se aproxime.

"Sentimos que era importante voltar ao básico e trazer Jason de volta à floresta."

— Mark Swift sobre o conceito para um novo filme Sexta-Feira 13.
Os roteiristas não queriam perder muito tempo detalhando as experiências de Jason na infância, as quais eles sentiram que retirariam o senso de mistério em torno do personagem. Eles tentaram escrever cenas que adicionassem verossimilhança, como a audiência deparando-se com uma carcaça de cervo caída no chão enquanto seguiam Jason através de seus túneis subterrâneos. Fuller disse aos roteiristas que eles deveriam descartar essa ideia, uma vez que a filmagem de tal cena custaria cem mil dólares. Devido às restrições orçamentárias, certas mortes de personagens e o final do filme também foram modificados em relação ao que Shannon e Swift imaginaram originalmente.
Os guionistas escreveram uma cena em que Chelsea, personagem de Willa Ford, ficaria várias horas presa no lago depois de avistar Jason em pé na praia. Consequentemente, a garota se cansaria e se afogaria. Shannon e Swift acharam que isso era algo que nunca tinham visto em filmes de terror, no entanto, posteriormente, decidiram tornar a morte mais rápida e mais visceral. Uma situação semelhante ocorreu com a personagem de Danielle Panabaker, Jeena. A atriz declarou que Jeena foi roteirizada para sobreviver por mais tempo do que na versão final do filme; ela deveria escapar do esconderijo de Jason e dizer uma "fala fofa" sobre um segundo encontro com Clay para, em seguida, envolver-se numa sequência de luta elaborada que terminaria em sua morte. Os escritores queriam chegar a um equilíbrio entre encontrar novas e interessantes maneiras de matar personagens e homenagear as cenas de morte populares que apareceram em capítulos anteriores da série. Para isso, Shannon e Swift incluíram a presença de uma cadeira de rodas e um suéter nos túneis de Jason, uma vez que o personagem Mark (Tom McBride) era um paraplégico que foi morto por Jason em Sexta-Feira 13 - Parte 2 e a Sra. Voorhees usou o suéter na versão original de Sexta-Feira 13.
Os escritores alteraram o caráter de Jason. Mears descreve-o como uma combinação de John Rambo, Tarzan e o Abominável Homem das Neves da Looney Tunes. Para Mears, Jason é parecido com Rambo porque o público o vê armando armadilhas para os outros personagens. Assim como Rambo, ele é calculista porque sente que foi injustiçado e está revidando; ele deveria ser mais simpático nesse filme. No entanto, Fuller e Form afirmaram que aprenderam com sua experiência com The Texas Chainsaw Massacre: The Beginning e evitaram torná-lo muito compreensível para o público. Eles decidiram contar uma história de origem pelo motivo de que não queriam se concentrar na atormentada infância de Jason, uma vez que acreditavam que isso iria "desmitificar" o personagem de uma maneira inútil. Fuller disse: "Nós não queremos que ele seja simpático. Jason não é um personagem cômico, ele não é simpático. Ele é uma máquina de matar. Claro e simples."

### Efeitos visuais
Os produtores contrataram a Asylum Visual Effects para criar os efeitos digitais do filme. Embora Nispel seja um defensor dos efeitos práticos, a empresa teve que criar digitalmente algumas cenas para que o diretor obtivesse um visual específico. O supervisor de efeitos visuais Mitchell Drain designou dez membros da equipe para trabalhar nos efeitos visuais; primeiro analisaram o roteiro em pré-produção para decidirem quais tomadas precisariam de efeitos digitais. A Asylum trabalhou em 25 cenas.

Mears sendo filmado executando a morte do personagem de Ben Feldman. A Asylum criou digitalmente o resto do facão para mostrar que o mesmo estava sendo puxado para longe do rosto de Feldman.

Uma das primeiras cenas que contou com os efeitos da companhia foi a cena que mostrava a morte de Amanda, na qual Jason a amarra em seu saco de dormir e a pendura sobre uma fogueira. O risco para o ator e a floresta circundante eram considerados grandes demais para realizar fisicamente a cena. A Asylum criou um conjunto de duas cenas para mostrar Amanda queimando até a morte em seu saco de dormir. Em vez de criar um modelo gerado por computador (CGI) da fogueira, uma verdadeira fogueira foi filmada. O compositor da empresa, John Stewart, combinou em um único registro essa filmagem com as gravações do saco de dormir pendurado. Ele alterou digitalmente as chamas para manter a continuidade entre os quadros. Outra sequência obtida por meio de composição digital é usada na cena em que Chelsea é atingida por uma lancha. Como a passagem seria muito perigosa até para um dublê, a Asylum combinou digitalmente a filmagem de Willa Ford reagindo a um barco imaginário que a atropela com imagens do barco para criar o efeito.
A Asylum também melhorou algumas das matanças de Jason com seu característico facão. Em várias cenas a empresa usou um facão gerado por computador, porque Nispel queria mostrar as mortes de vários personagens de uma só vez, ao invés de ir mostrando sequencialmente os assassinatos até as consequências de suas mortes. Em um momento, Jason mata Richie, acertando um facão em sua cabeça. Em vez de usar um facão real em uma cabeça cenográfica, o cineasta pediu a Feldman que fingisse morrer enquanto Mears puxava uma alça — com apenas uma parte da lâmina presa — para longe da cabeça de Feldman. Então, a Asylum criou digitalmente o resto da lâmina do facão para completar o efeito. Para esta cena, a empresa ajustou as expressões faciais do ator para criar um visual "post mortem". A equipe de efeitos especiais distorceu digitalmente metade do rosto do ator para parecer que os nervos haviam sido cortados pelo facão de Jason.
A empresa também criou armas digitalmente para várias cenas. Na sequência em que Nolan é morto repentinamente acertado na cabeça por uma flecha lançada por Jason, a Asylum criou a flecha na pós-produção. Outra cena envolveu Jason arremessando uma machadinha em Lawrence enquanto este fugia, golpeando-o pelas costas. A filmagem de uma machadinha voando pelo ar — e, em seguida, aparecendo no mesmo quadro que o ator — seria muito difícil de se obter na prática. A Asylum renderizou um modelo 3D completo da machadinha e o inseriu nos quadros que levam ao quadro em que o personagem é atingido. Uma das últimas imagens por ela adicionadas foi na cena da morte de Trent. Aqui, a Asylum criou digitalmente uma ponta metálica que explode no peito de Trent quando Jason o atira contra a traseira de um caminhão de reboque.

### Criação de Jason

Um busto de Jason como visto no filme. O artista de efeitos Scott Stoddard combinou características dos visuais de Jason na Parte 2 e na Parte 4 ao criar o novo design do personagem.

O artista de efeitos Scott Stoddard descreveu seu visual para o rosto de Jason como uma combinação do design de Carl Fullerton para Friday the 13th Part 2 e do desenho de Tom Savini para Friday the 13th: The Final Chapter. A visão de Stoddard para Jason incluía perda de cabelo, erupções cutâneas e as tradicionais deformidades no rosto. O artista tentou criar o visual de Jason de modo a permitir que mais lado humano do personagem fosse visto. Mears foi obrigado a usar maquiagem de corpo inteiro do peito para cima, enquanto se apresentava como Jason. O ator usava uma placa no peito com a pele falsa que se ajustaria a seus movimentos musculares. Ele usava uma corcunda nas costas para dar a impressão de que Jason tinha escoliose. Um olho protético foi colado no rosto de Mears para mostrar movimentos oculares realistas. Stoddard inicialmente passou três horas e meia aplicando a maquiagem na cabeça e no tronco do ator. Posteriormente, ele reduziu o tempo necessário para pouco mais de uma hora para cenas em que Mears usava a máscara de hóquei. Para cenas em que o rosto de Jason é revelado, levava-se aproximadamente quatro horas para aplicar a maquiagem.
Para o guarda-roupa de Jason, Mears recebeu um par de coturnos e uma "camiseta de preço alto" que permitia que a maquiagem de efeitos especiais fosse vista através de buracos na camisa. A jaqueta que o personagem usa no filme foi criada combinando uma jaqueta de caça e uma jaqueta militar. Mears queria usar a primeira, mas a equipe criativa gostou da maneira como a segunda se movia enquanto ele fazia seus "movimentos de matança". O topo da jaqueta de caça foi removido e colocado sobre o topo da jaqueta militar. Mears chamou-a de "jaqueta gigante de Frankenstein" e declarou que Jason está mais magro neste filme porque não come muito. Um personagem mais magro foi considerado mais funcional e permitiu que mais ênfase fosse colocada na corcunda em suas costas Stoddard inspirou-se nos terceiro e quarto filmes ao projetar a máscara de hóquei. Usando um molde original, o artista fez seis novas versões da máscara e disse: "Porque eu não queria pegar algo que já existia. Havia coisas que eu achava que eram ótimas, no entanto havia coisas que eu queria mudar um pouco. Tornar isso personalizado, mas manter todos os aspectos fundamentais. Especialmente as marcações na testa e nas bochechas. Envelheça-as um pouco. Divida-as."

### Música
Form e Fuller reconheceram o status icônico da música usada nos primeiros quatro filmes da série. Para o filme de 2009, eles imediatamente fizeram o estúdio adquirir os direitos de licenciamento da música, que foi composta e originalmente apresentada por Harry Manfredini. Eles não planejavam usar a partitura na íntegra, mas pediram a Steve Jablonsky que compusesse uma partitura que lembrasse a de Manfredini e criasse a atmosfera para o filme de 2009. Nispel contatou Jablonsky para compor a partitura de Sexta-Feira 13 depois de ter trabalhado com ele na refilmagem de The Texas Chain Saw Massacre. Aquele disse a este que queria que ele criasse algo que Nispel pudesse "assobiar quando [deixasse o cinema]", mas que fosse sutil o suficiente para não ser registrado imediatamente enquanto assistia ao filme. Nispel disse: "Eu não acredito que, quando você assiste a um filme de Sexta-Feira 13, você quer se sentir como se John Williams estivesse sentado ao seu lado com a London Symphony Orchestra".

## Lançamento
Em 18 de outubro de 2008, o teaser trailer foi apresentado no Scream Awards e foi lançado três dias depois. Em dezembro, foram lançados o trailer e o pôster oficial para o cinema. Na sexta-feira, 13 de fevereiro de 2009, o filme estreou em 3 105 cinemas na América do Norte, o que fez com que ele recebesse o maior lançamento de qualquer filme da série, incluindo a interseção com A Nightmare on Elm Street. Foi lançado em quase três vezes mais salas do que o filme original de 1980 e ultrapassou Freddy vs. Jason em 91 cinemas. Sexta-Feira 13 também foi lançado em 2 100 salas em 28 cinemas fora da América do Norte. A produção foi comercializada em DVD, Blu-ray e Apple TV em 16 de junho de 2009. Os lançamentos em DVD e Blu-ray contêm a versão exibida nos cinemas e uma versão estendida do filme. O filme foi relançado em 13 de setembro de 2013 na coleção Friday the 13th: The Complete Collection, box set com todos os doze filmes da franquia.

### Bilheteria
Com um orçamento avaliado em 19 milhões de dólares, o filme bateu o recorde de estreia de um filme de terror. Em seu dia de abertura, Sexta-Feira 13 arrecadou 19 293 446 dólares, superando as bilheterias individuais de Jason Takes Manhattan (1989), Jason Goes to Hell (1993) e Jason X (2002), que renderam 14 343 976, 15 935 068 e 13 121 555 dólares, respectivamente. De 14 a 16 de fevereiro, Sexta-Feira 13 teve uma arrecadação de 24 292 003 dólares, somados a um total de 43 585 449 dólares obtidos em seu fim de semana de quatro dias em virtude do feriado federal do Dia do Presidente (em homenagem a George Washington). Terminou os três dias de seu fim de semana de abertura como o segundo filme de maior bilheteria da série, ao arrecadar 40 570 365 dólares, ultrapassando ligeiramente The Grudge (2004) como a melhor abertura de fim de semana de qualquer filme de terror. Ao se comparar o fim de semana de abertura do filme de 2009 com o de seu homólogo de 1980, em dólares americanos ajustados a 2009, o Sexta-Feira 13 original arrecadou 17 251 975. Embora o filme de 2009 tenha sido mais lucrativo, ao se contabilizar o número de cinemas em que cada película foi lançada, a de 1980 rendeu uma média de 15 683 dólares por cinema, em comparação com a média da de 2009, de 13 066 dólares por sala.
Houve significativa queda na arrecadação de Sexta-Feira 13 em sua segundo fim de semana nas bilheterias. Em sua segunda sexta-feira, angariou 2 802 977 dólares — uma queda de 85,5 por cento em relação à sexta-feira de abertura. Terminou seu segundo fim de semana, com 7 942 472 dólares arrecadados — um declínio de 80,4 por cento em relação ao fim de semana anterior. Como resultado, a produção passou do primeiro para o sexto lugar nas bilheterias de fim de semana. Em seu terceiro fim de semana, a bilheteria de Sexta-Feira 13 não estava mais entre as dez primeiras, tendo arrecadado 3 689 156 dólares — uma queda de 53,6 por cento em relação ao seu segundo fim de semana. Como resultado final de seu desempenho nas bilheterias, Sexta-Feira 13 arrecadou um total estimado de 65 milhões de dólares nos Estados Unidos, mas não conseguiu ficar novamente entre os dez primeiros colocados depois de seu terceiro fim de semana.
Em julho de 2014, o filme de 2009 se tornou o quinto filme com maior arrecadação do fim de semana do Dia do Presidente com 45 033 454 dólares. É o oitavo fim de semana de maior arrecadação no mês de fevereiro, e também da temporada de inverno — o período do primeiro dia após o fim de semana do Ano-Novo até a primeira quinta-feira de março. Sexta-Feira 13 terminou como a quarta maior bilheteria de fevereiro, com 59,8 milhões de dólares, ficando atrás apenas de Taken, com 84,3 milhões, He's Just Not That into You, com 77,2 milhões e Madea Goes to Jail, com 60,9 milhões.
Sexta-Feira 13 foi a décima quinta maior bilheteria de 2009. Devido à queda significativa nas receitas de bilheteria em seu segundo fim de semana, o filme teve a sexta maior queda no segundo final de semana. É a sétima maior queda de um filme que abriu como o de maior sucesso nos Estados Unidos. Com sua receita de 65 milhões de dólares nas bilheterias norte-americanas, é o longa-metragem mais lucrativo entre as refilmagens recentes de filmes slasher, que incluem When a Stranger Calls (2006), Black Christmas (2006), Halloween (2007), Prom Night (2008) e My Bloody Valentine 3D (2009). A película é a sétima mais lucrativa de todas as refilmagens de terror, bem como a sétima de maior sucesso em dólares não ajustados.
Além de seu lucro bruto nas bilheterias dos Estados Unidos, Sexta-Feira 13 arrecadou mais de 9,5 milhões de dólares em mercados estrangeiros em seu fim de semana de abertura. Os maiores mercados do filme foram o Reino Unido, Rússia, Itália, Espanha e Alemanha. Obteve aproximadamente 1,7 milhões de dólares no Reino Unido e na Rússia, 1,1 milhões estimados na Espanha e um milhão na Itália e na Alemanha. De acordo com a Paramount, foi a maior estreia fora da América do Norte de qualquer uma das produções da franquia. O filme terminou sua bilheteria norte-americana com 65 002 019 dólares. Somando-se com suas arrecadações de 27 688 218 dólares fora da América do Norte, o filme acumulou 92 670 237 dólares em todo o mundo. Além disso, a película arrecadou 10 344 904 dólares em vendas de formatos caseiros.

### Reação da crítica
| Críticas profissionais | Críticas profissionais |
| Pontuações agregadas   | Pontuações agregadas   |
| Fonte                  | Avaliação              |
| ---------------------- | ---------------------- |
| Metacritic             | 34                     |
| Rotten Tomatoes        | 4,2/10                 |
| Avaliações da crítica  |                        |
| Fonte                  | Avaliação              |
| Chicago Sun-Times      | (inconclusiva)         |
| Entertainment Weekly   | (positiva)             |
| IGN                    | (positiva)             |
| Los Angeles Times      | (mista)                |
| New York Post          | (negativa)             |
| The New York Times     | (positiva)             |
| Toronto Star           | (positiva)             |
| USA Today              | (positiva)             |
| Variety                | (positiva)             |
| The Washington Post    | (negativa)             |

Com base em 166 críticas coletadas pelo website Rotten Tomatoes, agregador de críticas cinematográficas, Sexta-Feira 13 tem um percentual de 25 por cento de aprovação dos críticos especializados, com uma pontuação média de 4,2 em 10. O consenso diz: "Embora tecnicamente bem construído, Sexta-Feira 13 é uma releitura dentro da série que pouco apresenta para distingui-lo de seus antecessores." O Metacritic, que atribui uma classificação normalizada com base em 100 críticas de críticos convencionais, calculou uma pontuação média de 34 com base em 29 críticas. O público que colabora com o serviço de pesquisa de mercado CinemaScore deu ao longa-metragem uma nota "B-" em uma escala que vai de A + a F. Pesquisas de sondagem mostraram que 51 por cento do público do filme era do sexo masculino e 59 por cento tinham pelo menos 25 anos de idade.

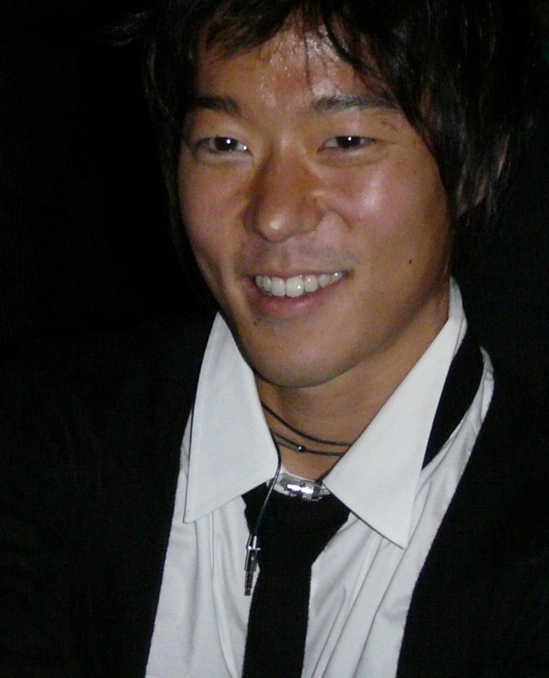
O desempenho de Aaron Yoo como Chewie, usuário de maconha, foi elogiado pelos críticos especialistas em cinema.

O crítico de cinema Alonso Duralde escreveu que o filme poderia agradar aos fãs de slasher, mas que não acrescentou nada de novo ao gênero ou à franquia e não apelaria para pessoas que não gostavam de filmes de terror. Duralde criticou-o por adicionar um personagem negro e um asiático em uma tentativa de "atualizar o filme para o novo milênio". Ele também disse que a perspectiva de uma continuação — subentendida pelo final "propício para sequências" da refilmagem — não o deixou com um sentimento de pavor. Ao The Arizona Republic, Bill Goodykoontz destacou que o filme aceita o "ridículo" do que está tentando realizar — principalmente a "morte e desmembramento" de "garotas famintas por festas", e que o público se divertiria se também reconhecesse isso. Embora Goodykoontz reconheça os toques únicos que o filme traz para as mortes de certos personagens, ele não ficou impressionado com a atuação e ressaltou que a presença de Padalecki deu ao filme um aspecto de "episódio não muito bom de Supernatural".
Para o The Washington Post, Dan Zak escreveu que o longa-metragem falha em fornecer risadas, medo, suspense ou gore. Também disse que o filme não consegue exibir a nudez esperada de produções do gênero que não podem cumprir os critérios listados anteriormente. Mark Olsen, do Los Angeles Times, afirmou que Nispel capturou o desespero que ele criou com sua refilmagem de Texas Chainsaw Massacre, mas falhou em fornecer a "frivolidade", "luxúria adolescente" e "indisciplina" que fez as sequências anteriores da franquia funcionarem. Wesley Morris afirmou que Sexta-Feira 13 teve humor e que os personagens agem continuamente no papel clichê de vítima em potencial, tornando difícil ao espectador temer pela segurança deles. Na opinião do crítico, o filme de 2009 não teve o aspecto "psicossocial" — uma mãe que mata para vingar a morte do filho — trabalhado por seu antecessor de 1980, e, finalmente, que o filme é "mais hilário que aterrorizante".
Em texto publicado no New York Post, Kyle Smith notou que Nispel não fez nenhuma tentativa de criar um filme além do sangue e coragem, e mesmo essas tentativas foram "esquecíveis". Ele acrescentou que, com exceção de Clay e Trent, o resto do elenco era apenas "rostos na multidão", sem nenhuma tentativa de dar-lhes qualquer tipo de história. Escrevendo para o USA Today, Claudia Puig analisou que o filme segue a mesma fórmula de seus antecessores, com uma história que pouco ou nada adiciona à franquia. Puig também comentou que Padalecki e Panabaker preencheram bem seus papéis principais, e que o alívio cômico de Aaron Yoo fez dele um dos personagens mais agradáveis na tela. Rob Nelson foi outro a elogiar as atuações de Panabaker e Yoo, em crítica publicada na Variety.
Em contraste com os detratores do filme, Nathan Lee, em sua publicação ao The New York Times, escreveu que Sexta-Feira 13 conseguiu "reiniciar o conceito" dos filmes originais com estilo. Lee acrescentou que o filme tem prazer em matar cada um de seus personagens, que há um desejo entre os cinéfilos por esse tipo de material, e que Sexta-Feira 13 satisfaz esse desejo. Adam Graham, do The Detroit News, o considerou o filme mais eficaz e assustador da série; elogiou também a escolha de permitir que Jason corresse atrás de suas vítimas — em vez de caminhar lentamente atrás delas, como se tornou padrão nas sequências anteriores — porque isso o tornava mais ameaçador. Graham também comentou que o filme não fornece uma história de fundo simpática que possa "suavizar" a malignidade de Jason.
Escrevendo para o Chicago Sun-Times, Roger Ebert apresentou sua crítica ao filme, afirmando: "Será uma pequena surpresa que Jason ainda viva na floresta ao redor de Crystal Lake e ainda esteja magoado com a decapitação de sua mãe. Jason deve estar magoado em geral". Clark Collis, da Entertainment Weekly, afirmou que o diretor Nispel fez um filme competente que apresenta um desempenho melhor do que as refilmagens de Prom Night (2008) e My Bloody Valentine 3D (2009), apesar de apresentar alguns momentos inacreditáveis dos personagens. Jason Anderson, do Toronto Star, afirmou que o filme adicionou frescor à fórmula padrão de seus antecessores, concentrando-se nas perseguições e mortes, em vez de focar no sofrimento prolongado de vítimas como nos filmes da franquia Saw; ao passo que Chris Carle, do portal IGN, comentou que Aaron Yoo roubou a cena com seu timing cômico e "morte memorável" e acrescentou que os movimentos sutis, o porte atlético e a fisicalidade de Mears criaram uma imagem imponente de Jason.